# Bigg Boss
Bigg Boss is een populaire realityserie programma dat uitgezonden wordt in India. Het volgt op het Big Brother-formaat, die voor het eerst werd ontwikkeld door Endemol in Nederland. Bigg Boss is oorspronkelijk begonnen in het Hindi en is uitgebreid tot zeven talen die op het Indiase subcontinent worden gesproken, waaronder Kannada, Bengaals, Tamil, Telugu, Marathi en Malayalam.

## Concept
Bigg Boss is een reality show, waar bekende sterdeelnemers verblijven in een huis voor ongeveer drie maanden, dat volledig afgesloten is met de buitenwereld. Ze worden aangestuurd door een mysterieuze persoon, die bekendstaat als 'Bigg Boss', die alleen aanwezig in het huis om de bewoners aan te spreken.

### Het huis
Een Bigg Boss House is gebouwd voor elk seizoen. De huizen zijn gelegen in de plaatsen of filmstudios: Lonavala, Film City Mumbai, Innovative Film City Bangalore, EVP Film City Chennai, Annapurna Studios Haiderabad. Het huis is goed ingericht en gedecoreerd. Het heeft allerlei moderne voorzieningen, maar slechts een of twee slaapkamers en vier badkamers en een toilet. Er is een tuin, zwembad, activiteiten en een fitnessruimte in het huis. Er is ook een bekenteniskamer, waar de huisgenoten opgeroepen kan worden door de 'Bigg Boss' (stem) voor elke vorm van gesprek, en voor het benoemingsproces.
In het huis zelf is er ook geen televisie, telefoon, internet, klokken, pen of papieren aanwezig.

### Regels
Hoewel alle regels nog nooit is verteld aan het publiek, zijn de meest prominente duidelijk te zien. De huisbewoners zijn niet toegestaan te praten in een andere taal dan het Hindi, Kannada, Bengaals, Tamil, Telugu, Marathi of  Malayalam. Ze zijn niet verondersteld om te knoeien met een van de elektronische apparatuur of enig ander ding in het huis. Ze kunnen het huis niet verlaten op elk moment, behalve wanneer toegestaan. Ze kunnen niet discussiëren over de nominatie proces met iedereen.

### Nominaties en uitzetting
Elke week wordt iedere deelnemer genoemd in de 'bekenteniskamer' van Bigg Boss en er wordt gevraagd om twee namen te benoemen van de andere deelnemers voor de eliminaties. Bigg Boss selecteert twee of drie mensen met de hoogste stemmen, die zijn opgemaakt voor een publieke stemming via telefoon en sms. Degene met de minste stemmen wordt uitgezet op vrijdag.
Soms kan de huisgenoten worden voorgedragen om andere redenen, zoals de benoeming van een persoon die heeft bereikt bijzondere voorrechten (via taken of andere dingen), voor het overtreden van regels of iets anders. Als er iets is dat zeer ernstig is, kan een deelnemer direct worden uitgezet.

## Series details

### Hindi
| Seizoen             | Presentator      | Start seizoen     | Einde seizoen     | # dagen | # huisbewoners | Winnaar                   |
| ------------------- | ---------------- | ----------------- | ----------------- | ------- | -------------- | ------------------------- |
| 1                   | Arshad Warsi     | 3 november 2006   | 26 januari 2007   | 86      | 15             | Rahul Roy                 |
| 2                   | Shilpa Shetty    | 17 augustus 2008  | 22 november 2008  | 98      | 15             | Ashutosh Kaushik          |
| 3                   | Amitabh Bachchan | 4 oktober 2009    | 26 december 2009  | 84      | 15             | Vindu Dara Singh          |
| 4                   | Salman Khan      | 3 oktober 2010    | 8 januari 2011    | 96      | 16             | Shweta Tiwari             |
| 5                   | Sanjay Dutt      | 2 oktober 2011    | 7 januari 2012    | 98      | 18             | Juhi Parmar               |
| 6                   | Salman Khan      | 7 oktober 2012    | 12 januari 2013   | 97      | 19             | Urvashi Dholakia          |
| 7                   | Salman Khan      | 15 september 2013 | 28 december 2013  | 105     | 20             | Gauahar Khan              |
| 8                   | Salman Khan      | 21 september 2014 | 3 januari 2015    | 105     | 19             | bekendmaking in Halla Bol |
| Bigg Boss Halla Bol | Farah Khan       | 3 januari 2015    | 31 januari 2015   | 28      | 10             | Gautam Gulati             |
| 9                   | Salman Khan      | 11 oktober 2015   | 23 januari 2016   | 105     | 20             | Prince Narula             |
| 10                  | Salman Khan      | 16 oktober 2016   | 28 januari 2017   | 105     | 18             | Manveer Gurjar            |
| 11                  | Salman Khan      | 1 oktober 2017    | 14 januari 2018   | 106     | 19             | Shilpa Shinde             |
| 12                  | Salman Khan      | 16 september 2018 | 30 december 2018  | 105     | 21             | Dipika Kakar              |
| 13                  | Salman Khan      | 29 september 2019 | 15 februari 2020  | 140     | 21             | Sidharth Shukla           |
| 14                  | Salman Khan      | 3 oktober 2020    | 21 februari 2021  | 143     | 23             | Rubina Dilaik             |
| Bigg Boss OTT       | Karan Johar      | 8 augustus 2021   | 18 september 2021 | 42      | 13             | Divya Agarwal             |
| 15                  | Salman Khan      | 2 oktober 2021    | 30 januari 2022   | 120     | 24             | Tejasswi Prakash          |

### Kannada
| Seizoen  | Presentator | Start seizoen    | Einde seizoen    | # dagen | # huisbewoners | Winnaar                       |
| -------- | ----------- | ---------------- | ---------------- | ------- | -------------- | ----------------------------- |
| 1        | Sudeep      | 24 maart 2013    | 30 juni 2013     | 98      | 15             | Vijay Raghavendra             |
| 2        | Sudeep      | 29 juni 2014     | 5 oktober 2014   | 98      | 15             | Akul Balaji                   |
| 3        | Sudeep      | 25 oktober 2015  | 31 januari 2016  | 98      | 18             | Shruti                        |
| 4        | Sudeep      | 9 oktober 2016   | 29 januari 2017  | 112     | 18             | Pratham                       |
| 5        | Sudeep      | 15 oktober 2017  | 28 januari 2018  | 105     | 19             | Chandan Shetty                |
| 6        | Sudeep      | 21 oktober 2018  | 27 januari 2019  | 98      | 20             | Shashi Kumar                  |
| 7        | Sudeep      | 13 oktober 2019  | 2 februari 2020  | 112     | 20             | Shine Shetty                  |
| 8        | Sudeep      | 28 februari 2021 | 9 mei 2021       | 70      | 20             | finale afgelast door Covid-19 |
| 8        | Sudeep      | 23 juni 2021     | 8 augustus 2021  | 47      | 12             | Manju Pavagada                |
| Spin-off | Sudeep      | 14 augustus 2021 | 5 september 2021 | 6       | 15             | geen winnaars                 |

### Bengaals
| Seizoen | Presentator        | Start seizoen | Einde seizoen     | # dagen | # huisbewoners | Winnaar         |
| ------- | ------------------ | ------------- | ----------------- | ------- | -------------- | --------------- |
| 1       | Mithun Chakraborty | 17 juni 2013  | 14 september 2013 | 90      | 15             | Aneek Dhar      |
| 2       | Jeet               | 4 april 2016  | 15 juli 2016      | 98      | 16             | Joyjit Banerjee |

### Tamil
| Seizoen            | Presentator  | Start seizoen   | Einde seizoen     | # dagen | # huisbewoners | Winnaar                 |
| ------------------ | ------------ | --------------- | ----------------- | ------- | -------------- | ----------------------- |
| 1                  | Kamal Haasan | 25 juni 2017    | 30 september 2017 | 98      | 19             | Arav Nafeez             |
| 2                  | Kamal Haasan | 17 juni 2018    | 30 september 2018 | 105     | 17             | Riythvika Panneerselvam |
| 3                  | Kamal Haasan | 23 juni 2019    | 6 oktober 2019    | 105     | 17             | Mugen Rao               |
| 4                  | Kamal Haasan | 4 oktober 2020  | 17 januari 2021   | 105     | 18             | Aari Arujunan           |
| 5                  | Kamal Haasan | 3 oktober 2021  | 16 januari 2022   | 105     | 20             | Raju Jeyamohan          |
| Bigg Boss Ultimate | Silambarasan | 30 januari 2022 | 10 april 2022     | 70      | 16             | Balaji Murugadoss       |

### Telugu
| Seizoen            | Presentator       | Start seizoen    | Einde seizoen     | # dagen | # huisbewoners | Winnaar         |
| ------------------ | ----------------- | ---------------- | ----------------- | ------- | -------------- | --------------- |
| 1                  | N.T. Rama Rao Jr. | 16 juli 2017     | 24 september 2017 | 70      | 16             | Siva Balaji     |
| 2                  | Nani              | 10 juni 2018     | 30 september 2018 | 112     | 18             | Kaushal Manda   |
| 3                  | Nagarjuna         | 21 juli 2019     | 30 september 2018 | 105     | 17             | Kaushal Manda   |
| 4                  | Nagarjuna         | 6 september 2020 | 20 december 2020  | 105     | 19             | Abijeet         |
| 5                  | Nagarjuna         | 5 september 2021 | 19 december 2021  | 105     | 19             | VJ Sunny        |
| Bigg Boss Non-Stop | Nagarjuna         | 26 februari 2022 | heden             | -       | 18             | nog niet bekend |

### Marathi
| Seizoen | Presentator      | Start seizoen     | Einde seizoen    | # dagen | # huisbewoners | Winnaar      |
| ------- | ---------------- | ----------------- | ---------------- | ------- | -------------- | ------------ |
| 1       | Mahesh Manjrekar | 15 april 2018     | 22 juli 2018     | 98      | 18             | Megha Dhade  |
| 2       | Mahesh Manjrekar | 26 mei 2019       | 1 september 2019 | 98      | 17             | Shiv Thakare |
| 3       | Mahesh Manjrekar | 19 september 2021 | 26 december 2021 | 98      | 17             | Vishal Nikam |

### Malayalam
| Seizoen | Presentator | Start seizoen    | Einde seizoen     | # dagen | # huisbewoners | Winnaar                       |
| ------- | ----------- | ---------------- | ----------------- | ------- | -------------- | ----------------------------- |
| 1       | Mohanlal    | 24 juni 2018     | 30 september 2018 | 98      | 18             | Sabumon Abdusamad             |
| 2       | Mohanlal    | 5 januari 2020   | 20 maart 2020     | 74      | 23             | finale afgelast door Covid-19 |
| 3       | Mohanlal    | 14 februari 2021 | 1 augustus 2021   | 95      | 18             | Manikuttan                    |
| 4       | Mohanlal    | 27 maart 2022    | heden             | -       | 17             | nog niet bekend               |